# Simfonia núm. 5 (Martinů)
La simfonia núm. 5, H. 310, va ser composta per Bohuslav Martinůentre el març al maig de 1946. Es va estrenar el 28 de maig de 1947 en el Festival de Primavera de Praga, interpretada per l'Orquestra Filharmònica Txeca, a qui la va deicar, i dirigida per Rafael Kubelík.

## Història
Martinů va completar la Cinquena Simfonia entre març i maig de 1946. Tot i considerar inicialment dedicar-la a la Creu Roja, la dedicatòria final va ser per a la Filharmònica Txeca, possiblement com a mostra del seu desig de tornar al seu país. Aquesta repatriació, però, mai es va materialitzar. Tanmateix, la Cinquena és l'única simfonia de Martinů que es va estrenar a Txecoslovàquia: a ser el 28 de maig de 1947 amb la Filharmònica Txeca dirigida per Rafael Kubelík durant el Festival de Primavera de Praga.

## Instrumentació
La Cinquena Simfonia està escrita per a dues flautes, flautí, tres oboès, tres clarinets, tres fagots, quatre trompes, tres trompetes, tres trombons, tuba, timbals, percussió (plats, tam-tam, triangle, bombo, bombo lateral), piano i cordes.

## Anàlisi
La simfonia consta de tres moviments:
1. Adagio-Allegro
2. Larghetto
3. Lento—Allegro

El pla general de la simfonia no s'adhereix a la forma tradicional. En canvi, va dir Martinů, té una "estructura més moderna i millor". Això implica l'alternança de seccions lentes i ràpides en tots els moviments, i el tret més distintiu de la simfonia és la seva animació mitjançant dispositius rítmics.
Com la Sisena Simfonia però a diferència de totes les anteriors, el primer moviment de la Cinquena Simfonia comença amb una introducció lenta que torna com a postludi al final, creant un marc al voltant de l'estructura principal. En aquest cas, però, l'adagio també es troba al mig del moviment com un interludi, on el segueix una combinació de recapitulació i nou desenvolupament.
El finale es tanca amb un llarg passatge en la modalitat menor, a diferència de cap de les altres cinc simfonies de Martinů.

## Discografia
L'enregistrament monoaural de la Cinquena de Karel Ančerl de 1955 va ser la primera de les simfonies de Martinů que es va publicar comercialment en LP. Ančerl va gravar una versió estereofònica per a la ràdio canadenca el 1972 (també publicada en LP), i un nou enregistrament d'estudi en so quadrafònic el 1977 va ser dirigit per Václav Neumann com a part d'un recorregut complet de les sis simfonies de Martinů.
- Bohuslav Martinů: Simfonia núm. 5. Filharmònica Txeca, Karel Ančerl, dtor. Enregistrat al Dvořák Hall, Praga, del 21 al 23 de març de 1955. LP de 10 polzades, monoaural. Supraphon DM 5599. Praga: Supraphon, 1955. Reeditat, LP de 10 polzades, Supraphon SUF 20035. Reeditat en estèreo simulat, LP de 12 polzades (amb Martinů: Field Mass ), Everest SDBR 3329. Los Angeles: Everest Records. Simfonia reeditat en CD (amb Martinů: Memorial to Lidice, Les Fresques de Piero della Francesca, i The Parables). Supraphon 11 1931-2. Praga: Supraphon, 1992. Simfonia reeditada de nou en CD (amb Martinů: Simfonia núm. 6 i Memorial a Lidice ) a Karel Ančerl Gold Edition, vol. 34. Supraphon SU 3694-2. Praga: Supraphon, 2004.
- Bohuslav Martinů: Simfonia núm. 5. Ottorino Respighi⁣: Fonts de Roma. Orquestra Simfònica de Toronto, Karel Ančerl, dtor. (Martinů); Kazuyoshi Akiyama, dtor. (Respighi). Enregistrat el novembre de 1971 i gener de 1972, Massey Hall, Toronto. Gravació LP, estèreo. CBC Radio Canada SM 218. Toronto: CBC Radio Canada Broadcast Recordings, 1972.
- Bohuslav Martinů: Simfonia núm. 3; Simfonia núm. 4; Simfonia núm. 5. Filharmònica Txeca, Václav Neumann, dtor. Set de 2 LP, quadrafònic. Supraphon 1410 2771/2. Praga: Supraphon, 1979. Reeditat en CD, Martinů: Simfonia núm. 5; Fantaisies simfòniques (Simfonia núm. 6). Gravació de CD, estèreo. Supraphon 111968. [Praga]: Supraphon, 1995. Reeditat com a part de les Simfonies de Martinů . Set de 3 CD, estèreo. Supraphon 110382. [Praga]: Supraphon, 1994.
- Bohuslav Martinů: Simfonies núms. 5 i 6. Orquestra Simfònica de Bamberg, Neeme Järvi, dtor. Gravació de CD, estèreo. Enregistrat al Dominikanerbau, Bamberg, Alemanya, març de 1988. Bis 402. [Suècia]: Bis Records, 1993. Reeditat com a part de Bohuslav Martinů: The Symphonies . Set de 3 CD, estèreo. Bis 1371/2. [Suècia]: Bis, 2003. Reeditat, conjunt de 3 CD. Clàssics brillants 8950. [Np ]: Clàssics brillants, 2008.
- Bohuslav Martinů: Simfonia núm. 1; Simfonia núm. 5. Scottish National Orchestra, Bryden Thomson, dtor. Gravat els dies 17 i 19 d'abril de 1990, al Caird Hall, Dundee. Gravació de CD, estèreo. Chandos CHAN 8915. Cinta de casset, estèreo. Chandos ABTD 1523. Colchester, Essex, Anglaterra: Chandos, 1991.
- Bohuslav Martinů: Simfonies núm. 3 i 5. Orquestra Simfònica Nacional d'Ucraïna, Arthur Fagen, dtor. Enregistrat a la National Radio Company of Ukraine, Kíev, març de 1995. Gravació de CD, estèreo, Naxos 8553350. Hong Kong: Naxos Records, 2002.
- Bohuslav Martinů: Simfonies núms 1–6. Orquestra Simfònica de la Ràdio de Praga, Vladimír Válek, dtor. Enregistrat a Praga, Ràdio Txeca, Estudi A, 2006. Set de 3 CD. Supraphon SU 3940. Praga: Supraphon, 2008.
- Martinů: Les 6 simfonies. Orquestra Simfònica de la BBC, Jiří Bělohlávek. Enregistrat en directe al Barbican Hall, Londres, 3 d'octubre 3 (núm. 1) i 9 d'octubre (núm. 2), 2009; 19 de febrer (núm. 4), 19 de març (núm. 5), 17 d'abril 17 (núm. 3) i 8 de maig (núm. 6), 2010. Set de 3 CD. Onyx 4061. [Londres]: Onyx Classics, 2011.